# (31488) 1999 CM53
1999 CM53 (asteroide 31488) é um asteroide da cintura principal. Possui uma excentricidade de 0.04077400 e uma inclinação de 8.16462º.
Este asteroide foi descoberto no dia 10 de fevereiro de 1999 por LINEAR em Socorro.